# Aporrhiza talbotii
Aporrhiza talbotii är en kinesträdsväxtart som beskrevs av E. G. Baker. Aporrhiza talbotii ingår i släktet Aporrhiza och familjen kinesträdsväxter. Inga underarter finns listade i Catalogue of Life.